# Маккенна, Скотт
Скотт Фрейзер Маккенна (англ. Scott Fraser McKenna; род. 12 ноября 1996, Кирримьюр, Ангус) — шотландский футболист, защитник клуба 
«Лас-Пальмас» и сборной Шотландии. Участник двух чемпионатов Европы 2020 и 2024 годов.

## Клубная карьера
Маккенна — воспитанник клуба «Абердин». В начале 2015 года Скотт для получения игровой практики на правах аренды перешёл в «Эр Юнайтед». 3 апреля в матче против «Питерхеда» он дебютировал в Первой лиге Шотландии. В начале 2016 года Маккенна был отдан в аренду в «Аллоа Атлетик». 12 января в матче против «Рэйт Роверс» он дебютировал в шотландском Чемпионшипе. Уже в январе Скотт вернулся в «Абердин». 6 февраля в матче против «Сент-Джонстона» он шотландской Премьер лиге. В ноябре того же года Макенна вновь был отправлен в аренду в «Эр Юнайтед». Летом 2017 года он вернулся в «Абердин». 8 декабря в поединке против «Данди» Скотт забил свой первый гол за команду.
Летом 2020 году Маккенна перешёл в английский «Ноттингем Форест». 25 сентября в матче против «Хаддерсфилд Таун» он дебютировал в Чемпионшипе. 4 ноября в поединке против «Ковентри Сити» Скотт забил свой первый гол за «Ноттингем Форест».
30 января 2024 года Маккенна присоединился к датскому клубу «Копенгаген» на правах аренды на оставшуюся часть сезона. 18 февраля в матче против «Силькеборга» он дебютировал в датской Суперлиге.

## Международная карьера
23 марта 2018 года в товарищеском матче против сборной Коста-Рики Маккенна дебютировал за сборной Шотландии.
В 2021 году Макенна принял участие в чемпионате Европы. На турнире он сыграл в матче против сборной Хорватии.
8 июня 2022 года в матче Лиги наций против сборной Армении Скотт забил свой первый гол за национальную команду.
В 2024 году Макенна во второй раз принял участие в чемпионате Европы в Германии. На турнире он сыграл в матчах против сборных Германии, Швейцарии и Венгрии.

### Голы за сборную Шотландии
| # | Дата        | Место                           | Противник | Счёт | Результат | Соревнование              |
| - | ----------- | ------------------------------- | --------- | ---- | --------- | ------------------------- |
| 1 | 8 июня 2022 | Хэмпден Парк, Глазго, Шотландия | Армения   | 2:0  | 2:0       | Лига наций УЕФА 2022/2023 |